# رومان جوسي
رومان جوسي (مواليد 1 يونيو 1990) هو لاعب هوكي جليد سويسري يلعب في نادي ناشفيل بريداتورز في دوري الهوكي الوطني.